# Лэмб, Джозеф

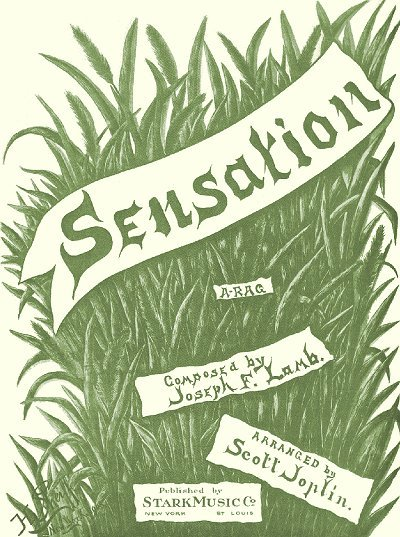
«Sensation», первый опубликованный регтайм Лэмба, издательство John Stark.

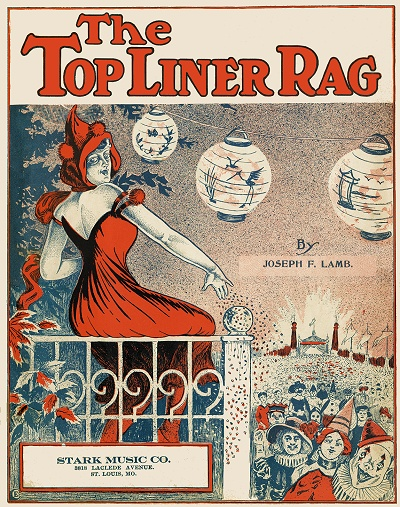
«The Top Liner Rag», 1916.

Джозеф Фрэнсис Лэмб (англ. Joseph Francis Lamb; 6 декабря 1887, Монтклэр, Нью-Джерси — 3 сентября 1960, Бруклин, Нью-Йорк) — американский композитор в жанре регтайм. Будучи ирландцем по происхождению, был единственным не-афро-американцем из «большой тройки» композиторов классического регтайма, к которой, помимо него, причисляли Скотта Джоплина и Джеймса Скотта. Написанные им регтаймы разнообразны: от стандартных популярных мотивов до сложных и замысловатых. Использование в его произведениях длинных музыкальных фраз, видимо, сложилось под влиянием классических произведений, с которыми он познакомился от своей сестры и других, пока рос, однако на структуру произведений, видимо, повлияло изучение регтаймов Джоплина для фортепиано. К 1950-м годам он достиг такого совершенства в технике регтайма в своих поздних работах, как ни один другой композитор регтаймов, и помимо того, продолжал сам исполнять произведения; о его довольно неплохой технике свидетельствуют, по меньшей мере, две отдельные записи, сделанные в его доме.

## Жизнь и карьера
Лэмб родился в городе Монтклэр, Нью-Джерси. Младший из четырёх детей, он сам научился играть на пианино, и очень увлёкся ранними регтаймами Скотта Джоплина. Он бросил обучение в колледже Святого Иеронима в 1904 г., чтобы работать в компании торговли сухофруктами. В 1907 г., когда Лэмб покупал последние ноты своих кумиров, Джоплина и Джеймса Скотта, в Нью-Йоркском магазине «Джон Старк и сын», он случайно встретил самого Джоплина. Джоплину понравились сочинения Лэмба, и он отрекомендовал его издателю классических регтаймов Джону Старку. Старк публиковал сочинения Лэмба в течение следующего десятилетия, начиная с регтайма «Сенсация».
Двенадцать регтаймов Лэмба, которые опубликовал Старк с 1908 по 1919 год, можно разделить на две группы:
а) «тяжелые», написанные в духе регтаймов Джоплина с использованием широкого диапазона регистров:
- «Эфиопия» (1909)
- «Эксельсиор» (1909)
- «Американская красотка» (1913)
- «Соловей» (1915)
- «Топ-Лайнер» (1916)

б) «лёгкие» регтаймы в стиле «кекуок»:
- «Шампанское» (1910)
- «Клеопатра» (1915)
- «Северный олень: рэгтайм-тустеп» (1915)
- «Богемия» (1919)
- «Удовлетворение» (1915) и «Патриция» (1916) имеют характеристики как «тяжелых», так и «лёгких».

В 1911 году, Лэмб женился на Генриетте Шульц и переехал в Бруклин, Нью-Йорк. Он работал аранжировщиком для музыкальной издательской компании «Дж. Фред Хелф» и позже, начиная с апреля 1914 года, бухгалтером «L. F. Dommerich & Co».
Генриетта умерла от гриппа в 1920 году, примерно тогда же, когда интересы публики переключились с регтайма на джаз. Лэмб перестал публиковать свою музыку, и далее играл и сочинял только в качестве хобби. В 1919 г. вышла его последняя публикация — регтайм «Богемия», после чего он прекратил публикации.
С возрождением интереса к регтайму в 1950-х годах, Лэмб стал делиться своими воспоминаниями о Джоплине и других ранних авторах регтаймов с музыкальными историками (многие были удивлены, обнаружив, что он не только был всё ещё жив, но что он был белым). Он также сочинил несколько новых регтаймов на основе своих ранее не публиковавшихся старых композиций, и сделал несколько записей. За год до его смерти в 1960 году вышел его альбом звукозаписей.
Лэмб умер в Бруклине от сердечного приступа в возрасте 72 лет.

## Сочинения, не опубликованные при жизни
Избранный список:
- «Alabama Rag»
- «Alaskan Rag»
- «Arctic Sunset»
- «Bee Hive»
- «Bird-Brain Rag»
- «Blue Grass Rag»
- «Chasin' the Chippies»
- «Chime In»
- «Cinders»
- «Cottontail Rag»
- «Crimson Ramblers»
- «Firefly Rag»[4]
- «Good and Plenty Rag»
- «Greased Lightning»
- «Hot Cinders»
- «Jersey Rag»
- «Joe Lamb’s Old Rag»
- «The Old Home Rag»
- «Ragged Rapids Rag»
- «Ragtime Bobolink»
- «Ragtime Special»
- «Rapid Transit Rag»
- «Shootin' the Works»
- «Thoroughbred Rag»
- «Toad Stool Rag»
- «Walper House Rag»